# Sopwith Gnu
El Sopwith Gnu fue un biplano de turismo británico de la década de 1910, diseñado y construido por la Sopwith Aviation & Engineering Company de Kingston-upon-Thames. Fue uno de los primeros aviones de cabina diseñados para uso civil.

## Diseño y desarrollo
Diseñado para el mercado civil de la posguerra, el Gnu era un biplano convencional de envergaduras iguales. Poseía una cabina abierta para un piloto con asientos para dos pasajeros bajo un techo acristalado y con bisagras. La mayor parte de los aviones estaba propulsada por un motor rotativo Le Rhône de 110 hp. La cabina de pasajeros cerrada era estrecha e impopular, y la mayoría de los aviones de producción tenían una cabina trasera abierta. Se construyeron un prototipo y doce aviones de producción. Una crisis de posguerra puso fin a la producción y la empresa tuvo problemas para vender el avión, aunque se vendieron dos aviones en Australia.

## Historia operacional
Los aviones con base en el Reino Unido se utilizaban principalmente para ofrecer viajes de placer a principios de la década de 1920. Dos aviones que se utilizaban para vuelos de exhibición y de acrobacia a finales de la década de 1920, se estrellaron. La mayoría de los aviones de producción no se vendieron y fueron desmantelados, incluidos cuatro aviones que quedaron sin vender cuando Sopwith Aviation Company cerró en 1920. Australian Aerial Services utilizó dos aviones australianos en la ruta postal de Adelaida a Sídney.

## Operadores
Australia
- Australian Aerial Services

## Especificaciones (Gnu)
Referencia datos: Sopwith Aircraft 1912-1920

### Características generales
- Tripulación: Uno (piloto)
- Capacidad: Dos pasajeros
- Longitud: 7,9 m (25,9 ft)
- Envergadura: 11,6 m (38,1 ft)
- Altura: 3 m (9,8 ft)
- Superficie alar: 32,9 m² (354,1 ft²)
- Peso cargado: 1520 kg (3350,1 lb)
- Peso máximo al despegue: 1134 kg (2499,3 lb)
- Planta motriz: 1× motor rotativo de 9 cilindros refrigerado por aire Le Rhône.
  - Potencia: 82 kW (113 HP; 112 CV)
- Hélices: Bipala de paso fijo

### Rendimiento
- Velocidad máxima operativa (Vno): 150 km/h (93 MPH; 81 kt)
- Alcance: 483 km (261 nmi; 300 mi)
- Régimen de ascenso: 3,3 m/s (650 ft/min)
- Velocidad de aterrizaje: 64 km/h
- Tiempo a altitud: 7,75 min para 1525 m (5000 pies)